# 阿瑟·斯托克霍夫
阿瑟·斯托克霍夫（英語：Arthur Stockhoff，1879年11月19日—1934年10月20日），美国男子赛艇运动员。他曾代表美国参加1904年夏季奥林匹克运动会赛艇比赛，获得男子四人单桨无舵手金牌。